# IG Magazine
Das IG Magazine war ein französischsprachiges Magazin über Videospiele und Spielkultur. Es erschien alle zwei Monate und wurde vom in Roubaix ansässigen Ankama-Verlag veröffentlicht. Die Erstausgabe kam im März 2009 auf den Markt, die letzte Ausgabe Ende Juli 2013. Insgesamt erschienen 27 reguläre Ausgaben sowie mehrere Sonderhefte. Das IG Magazine positionierte sich von Anfang an als hochwertige Publikation und versuchte über Spiele als Kulturmedium zu berichten und warb mit dem Slogan „l'esprit du jeu video“.

## Inhalt
Das Magazin erschien im A5-Format und enthielt Testberichte, Betrachtungen über die Videospielbranche im Allgemeinen, ausführliche Artikel über „Retro“-Spiele, sowie eine „People“ genannte Sektion, in der bestimmte Persönlichkeiten oder Studios aus der Branche vorgestellt oder interviewt wurden. Darüber hinaus gab es auch die Rubrik „Geekzone“, in der sich meist persönliche Kommentare und Ansichten der Redakteure sowie Comics fanden. Das IG Magazine war auch dafür bekannt, bestimmten Spielethemen sehr ausführliche Dossiers zu widmen, die sich teils über mehr als 20 Seiten erstreckten.